# Slowhand (album)
Slowhand er et album af Eric Clapton, der blev udgivet i 1977.
Albummets titel refererer til Claptons kælenavn "Slowhand".

## Sange på albummet
1. Cocaine (J. J. Cale) – 3:41
2. Wonderful Tonight (Clapton) – 3:44
3. Lay Down Sally (Clapton/Levy/Terry) – 3:56
4. Next Time You See Her (Clapton) – 4:01
5. We're All The Way (Don Williams) – 2:32
6. The Core (Clapton/Levy) – 8:45
7. May You Never (John Martyn) – 3:01
8. Mean Old Frisco (Arthur Crudup) – 4:42
9. Peaches and Diesel (Clapton/Galuten) – 4:46

## Singler
- 1978 – "Wonderful Tonight"
- 1978 – "Lay Down Sally"
- 1980 – "Cocaine"

## Musikere
- Eric Clapton: Vokal, Guitarer
- Marcy Levy: Vokal
- Yvonne Elliman: Vokal
- Carl Radle: Basguitar
- Mel Collins: Saxofon
- George Terry: Guitar
- Jamie Oldaker: Trommer, Percussion
- Dick Sims: Keyboards